# Johann Jacob Bach
Johann Jacob Bach (také psán Johann Jakob) (pokřtěn 21. února 1682 Eisenach, Německo – 16. dubna 1722 Stockholm, Švédsko) byl německý hudebník, hudební skladatel, starší bratr Johanna Sebastiana Bacha.

## Život
Johann Jacob Bach byl synem Johanna Ambrosia Bacha. Narodil se v Eisenachu a v Eisenachu také studoval na latinské škole. Po smrti otce se Johanna Jacoba a mladšího bratra Johanna Sebastiana ujal jejich starší sourozenec Johann Christoph Bach, který byl v té době varhaníkem v Ohrdrufu.
V roce 1704 se Johann Jacob Bach stal hobojistou ve vojenské kapele švédského krále Karla XII. Johann Sebastian Bach při příležitosti odjezdu milovaného bratra do Švédska zkomponoval Capriccio sopra la lontananza del suo fratello dilettissimo (BWV 992). V roce 1709 se účastnil bitvy u Poltavy, ve které bylo švédské vojsko poraženo Ruskem. Nějaký čas pobýval v Konstantinopoli, kde studoval hru na flétnu u francouzského flétnisty a skladatele Pierra-Gabriela Buffardina. V letech 1713–1722 působil jako flétnista v královské švédské dvorní kapele.
Zemřel bezdětný 16. dubna 1722 ve Stockholmu a je tam také pohřben.

## Dílo
Skladby Johanna Jacoba Bacha se nedochovaly. Je patrně autorem Sonáty c-moll, podepsané pseudonymem Signor Bach.